# Lista dos campeões das copas estaduais do Brasil de 2019
A lista a seguir traz dados acerca dos campeonatos das Copas Estaduais de futebol realizadas no Brasil em 2019. Significados das colunas:
- Estado: nome do estado, listados em ordem alfabética.
- Copa do Brasil 2020: times classificados para a Copa do Brasil em sua edição de 2020.
- Série D 2020: times classificados para o Campeonato Brasileiro de Futebol - Série D em sua edição de 2020.
- Final: placares dos jogos finais ou, em caso de não ter havido final, a vantagem do campeão ao final do campeonato.

## Copas Estaduais
| Estado | Campeão/Artilheiro                                                                                                  | Vice-campeão      | Copa do Brasil 2020 | Série D 2020    | Final                                                           |
| ------ | --- | ----------------- | ------------------- | --------------- | --------------------------------------------------------------- |
| CE     | Caucaia (1º título) Ciel (Caucaia) 8 gols                                                                           | Atlético Cearense | Caucaia             | —               | Atlético Cearense 1 x 2 Caucaia 2 x 0 Atlético Cearense         |
| ES     | Real Noroeste (4º título) Rael (Serra), Robert (Rio Branco-ES) e Thauan (Vitória-ES) 6 gols                         | Vitória-ES        | —                   | Real Noroeste   | Vitória-ES 0 x 1 Real Noroeste 0 x 0 Vitória-ES                 |
| MA     | Juventude Samas (1º título) Cléber Pereira (Maranhão) 7 gols                                                        | Maranhão          | —                   | Juventude Samas | Maranhão 0 x 1 Juventude Samas 2 x 1 Maranhão                   |
| MT     | Luverdense (4º título) Bruno (Cuiabá), Jangada (Dom Bosco),Josiel (Cuiabá) e Marcelinho (União Rondonópolis) 5 gols | Cuiabá            | Luverdense          | —               | Cuiabá 1 x 0 Luverdense 2 (4) x (3) 1 Cuiabá                    |
| PE     | Santa Cruz (5º título) Leozinho (Santa Cruz) 7 gols                                                                 | Náutico           | —                   | —               | Náutico 1 x 1 Santa Cruz 2 x 1 Náutico                          |
| PR     | Nacional-PR (1º título) Jefferson Cadinho (Independente-PR) e Kenu (Nacional-PR) 4 gols                             | Independente-PR   | —                   | Nacional-PR     | Independente-PR 0 x 1 Nacional-PR 1 (3) x (1) 2 Independente-PR |
| RJ     | Bonsucesso (1º título) Lelê (Itaboraí Profute) e Sorriso (Sampaio Corrêa-RJ) 7 gols                                 | Portuguesa-RJ     | Bonsucesso          | Portuguesa-RJ   | Bonsucesso 0 x 0 Portuguesa-RJ 0 x 1 Bonsucesso                 |
| RS     | Pelotas (2º título) Giovane Gomez (Pelotas) e Matheus Rodrigues (Aimoré) 11 gols                                    | São José-RS       | São José-RS         | Pelotas         | Pelotas 2 x 0 São José-RS 1 x 0 Pelotas                         |
| SC     | Brusque (5º título) Moisés (Brusque) 9 gols                                                                         | Marcílio Dias     | Brusque             | —               | Brusque 2 x 1 Marcílio Dias 1 (2) x (4) 0 Brusque               |
| SP     | São Caetano (1º título) Raphael Macena (XV de Piracicaba) 12 gols                                                   | XV de Piracicaba  | XV de Piracicaba    | São Caetano     | XV de Piracicaba 2 x 3 São Caetano 1 x 1 XV de Piracicaba       |

## Recopas Estaduais
| Campeonato                          | Final                                                 | Final  | Final                                          |
| Campeonato                          | Vencedor                                              | Placar | Vice                                           |
| ----------------------------------- | ----------------------------------------------------- | ------ | ---------------------------------------------- |
| Recopa Gaúcha de 2019               | Grêmio Campeão do Campeonato Gaúcho de 2018           | 6 – 0  | Avenida Campeão da Copa FGF de 2018            |
| Taça dos Campeões Cearenses de 2019 | Ferroviário-CE Campeão da Copa Fares Lopes de 2018    | 1 – 0  | Ceará Campeão do Campeonato Cearense de 2018   |
| Recopa Catarinense de 2019          | Figueirense Campeão do Campeonato Catarinense de 2018 | 1 – 0  | Brusque Campeão da Copa Santa Catarina de 2018 |